# Lista protestelor urmate de uciderea lui George Floyd în afara Statelor Unite
La scurt timp după protestele care au căutat dreptate pentru George Floyd, un afro-american care a fost ucis în timpul unui arest al poliției, a început în Statele Unite, cetățenii din alte țări au protestat pentru a demonstra solidaritate cu americanii și, uneori, pentru a demonstra împotriva problemelor cu brutalitatea poliției sau rasismul în propriile țări, cum ar fi omorârea lui Adama Traoré din 2016 în apropierea Parisului, în timp ce se afla în custodia poliției, pentru care au protestat aproximativ 20.000 de persoane sau rata mare de deces în rândul australienilor indigenați.
Protestele au avut loc în cel puțin 40 de țări de pe toate continentele populate. S-au desfășurat în timpul pandemiei COVID-19, timp în care adunarea în mulțimi era puternic descurajată în unele părți ale lumii și ilegală în altele.

## Africa
- Ghana
  - Accra: Oamenii au protestat pașnic în timp ce mărșăluiau la Ambasada SUA pe 1 iunie.[1][2]
- Kenya:
  - Nairobi: Zeci de oameni au protestat pașnic în afara Ambasadei SUA pe 2 iunie.[3] Protestatarii au criticat, de asemenea, poliția din Kenya peste „execuțiile extrajudiciare și utilizarea forței inutile în punerea în aplicare a regulilor Covid-19“ și a acuzat ambasada de aprobare implicită Brutalitatea poliției americane, rămânând tăcută în timpul protestelor din state.[4]
- Liberia:
  - Monrovia: Zeci de oameni au protestat pașnic în fața Ambasadei SUA în Liberia pe 28 mai.[5]
- Nigeria:
  - Abuja: Oamenii au protestat în afara Ambasadei SUA pe 28 mai, în ciuda polițiștilor înarmați staționați acolo.
  - Lagos: Mișcarea Matter Black Lives din Nigeria a protestat în Insula Victoria, în ciuda precipitațiilor abundente. În schimb, criticii au fost îngrijorați de obținerea justiției pentru Tina Ezekwe, în vârstă de 16 ani, care era suspectată de uciderea de către ofițerii de comandă ai Poliției de Stat din Lagos, și de un student de microbiologie în vârstă de 22 de ani, Uwaila Omozuwa,  care a fost violată și ucisă la o biserică din apropierea orașului Benin.
- Africa de Sud:
  - Cape Town: Un grup de sud-africani au protestat în afara Parlamentului pentru a manifesta solidaritate cu George Floyd și Collins Khosa, un rezident din Johannesburg, care a murit după ce ar fi fost agresat de soldați.
  - Pretoria: Oamenii au protestat la Ambasada SUA căutând dreptate pentru Floyd și Collins Khosa.
- Tunisia:
  - Tunis: Aproximativ 200 de persoane au protestat în fața Théâtre de capitala Tunis pe 6 iunie 2020.

## Asia
- China:
  - Hong Kong: Zeci de oameni au protestat pașnic în fața consulatului general al SUA, în ciuda precipitațiilor abundente.
- Cipru:
  - Nicosia: Aproximativ 250 de persoane au protestat în mod pașnic în afara Ambasadei SUA, denunțând „inegalitățile sociale și rasiale” care au victimizat nu numai Floyd, ci și „săracii și dezafectați indiferent de rasă, crez sau culoare”. Protestatarii au luat un genunchi și au ridicat pumnii pentru a demonstra solidaritate cu protestatarii americani.
- India:
  - Kolkata: Aproximativ 50 sau 60 de persoane au protestat pașnic în afara Centrului American.
- Iran: Protestul din Teheran, Iran, 3 iunie 2020. #Downfall_of_America este vizibil în imagine.
  - Mashhad: O vigilență cu lumânări a fost organizată pentru Floyd în Mellat Park.
  - Teheran: Oamenii au protestat în afara Ambasadei Elveției.
- Israel:
  - Ierusalim: La 30 mai, peste 150 de persoane au protestat împotriva uciderii lui Floyd și Iyad Halak, un student palestinian autist neînarmat, care a fost ucis de poliție în Ierusalim în timp ce se afla în drum spre școală.
  - Tel Aviv: Peste 200 de oameni au protestat împotriva uciderii lui Floyd și Iyad Halak în afara sediului poliției pe 30 mai. Pe 2 iunie, sute de oameni au protestat pe o plajă.
  - Haifa: Sute de persoane au marșat în Haifa protestând împotriva violenței poliției împotriva lui Floyd, Halak și Solomon Teka, un tir etiopian de poliția israeliană în 2019. Unii au purtat și steaguri palestiniene.
- Palestina:
  - Betleem: Câteva zeci de palestinieni au organizat un protest în fața Bisericii Nașterii împotriva „opresiunii oamenilor negri din SUA și agresiunii forțelor israeliene împotriva palestinienilor”. Protestatarii au aprins lumânări lângă imaginile lui Floyd și Halak și au scandat: „Black lives contează, Palestinian lives conte”.
- Japonia:
  - Tokyo: Aproximativ 200 de persoane au protestat pașnic pe 30 mai împotriva brutalității poliției din cauza uciderii lui Floyd și a bătăilor de către poliția unui bărbat etnic kurd care locuiește în Tokyo.
- Pakistan:
  - Karachi: Membrii Partidului Democrat din Pasban au protestat împotriva morții lui Floyd în timp ce țineau afișe cu imaginea sa.
- Filipine:
  - Quezon City: Pe 4 iunie, sute de oameni care protestează în Universitatea Diliman din Filipine împotriva adoptării controversatului proiect de lege antiterorist în Congresul filipinez au luat un genunchi în solidaritate cu Black Lives Matter și lupta împotriva brutalității poliției.
- Coreea de Sud:
  - Seul:
    - Aproximativ o duzină de oameni au protestat în afara Ambasadei SUA împotriva uciderii lui George Floyd, precum și împotriva imperialismului american.
    - Zeci de oameni au protestat lângă Ambasada SUA pentru a solicita justiție pentru Floyd și pentru a denunța brutalitatea poliției.  Protestatarii au cerut și guvernului sud-coreean să adopte o lege anti-discriminare.
    - Aproximativ 150 de persoane au protestat în Myeong-dong pe 6 iunie.
- Turcia:
  - Istanbul: Aproximativ 50 de persoane au protestat la Kadıköy împotriva brutalității poliției, în solidaritate cu protestatarii americani și purtând un poster al lui George Floyd.  Poliția a dispersat grupul și a reținut cel puțin 29 de protestatari.

## Europa
- Armenia:
  - Erevan: În jur de 25 de persoane au protestat la Ambasada SUA pe 4 iunie.
- Austria:
  - Viena: Aproximativ 50 de mii de manifestanți tineri au protestat pașnic într-un marș spre Karlsplatz.  [ când? ]
- Belgia:
  - Bruxelles: În jur de 50 de persoane au protestat la Place de la Monnaie pe 1 iunie, în ciuda faptului că au fost anulate de organizatorii săi din cauza restricțiilor coronavirusului.
  - Gent: Aproximativ 500 de oameni au protestat la Sint-Pietersplein pe 1 iunie.
  - Liège: Aproximativ 700 de persoane au protestat într-un marș anti-rasist, în ciuda restricțiilor de coronavirus.
  - În plus, statuile regelui Leopold al II-lea - infame pentru omoruri în masă, desfigurări și alte atrocități din Congo - au fost desfăcute în Halle, Ostende, Gent, Ekeren și la Muzeul Africii din Tervuren.
- Bulgaria:
  - Sofia: Oamenii au protestat pașnic pe Bulevardul Vitosha, scandând „Nu pot respira” și ținând semne în care se spune „Black Lives Matter”.  [ când? ]
- Republica Cehă:
  - Praga: În jur de 300 de oameni s-au adunat în Piața Orașului Vechi pe 6 iunie. Manifestanții au mers pașnic în Ambasada SUA.  Aproximativ 4000 de persoane și-au manifestat interesul pentru eveniment înainte de a fi anulat pentru a se conforma legii care interzice adunarea a peste 500 de persoane.  După anulare, Ministerul de Interne Jan Hamáček a declarat că limita nu se aplică demonstrațiilor.
- Danemarca:
  - Aarhus: Mii de oameni s-au adunat în Piața Primăriei pentru un protest pașnic în 3 iunie.
  - Copenhaga: În jur de 2.000 de oameni s-au adunat în fața Ambasadei SUA pentru un protest pașnic la 31 mai.
- Finlanda:
  - Helsinki: În jur de 3.000 de oameni s-au adunat în Piața Senatului pentru un protest pașnic în 3 iunie.
- Franța:
  - Bordeaux: Aproximativ 300 de persoane au protestat în Parvis des Droits de l’Homme în fața Școlii Naționale Franceze pentru sistemul judiciar.
  - Paris: Aproximativ 20.000 de oameni au protestat peste tot în Paris pentru a protesta atât prin uciderea lui George Floyd, cât și prin moartea lui Adama Traoré din 2016 de către poliția franceză.  Oamenii au protestat în afara Ambasadei SUA.  Pe 2 iunie, mii de protestatari au demonstrat în fața principalului tribunal din Paris pentru George Floyd și pentru Adama Traoré, un negru francez care a murit în custodia poliției în 2016. Protestul a fost ilegal din cauza restricțiilor coronavirusului. Poliția a folosit gaze lacrimogene.

Protestatarii din Berlin
Mural la Berlin
- Germania:
  - Berlin: Mii de oameni au protestat la Berlin pe 30 mai.  Mulți s-au adunat în fața Ambasadei SUA, scandând „contează viețile negre”.  La 6 iunie, peste 15.000 de oameni s-au adunat la Alexanderplatz înainte de închiderea lor la noi sosiți, s-au alăturat unui protest care s-a încheiat cu violență ușoară și un număr necunoscut în prezent de arestări.
  - Bonn: În jur de 600 de persoane au protestat la Münsterplatz pe 6 iunie.
  - Bremen: Aproximativ 2.500 de protestatari s-au prezentat la un protest pașnic pe 2 iunie
  - Köln: O serie de proteste au avut loc pe 6 iunie, inclusiv una cu peste 10.000 de participanți.
  - Düsseldorf: Pe 6 iunie, aproximativ 20.000 de protestatari au mers pe străzile Düsseldorfului.
  - Frankfurt pe Main: Pe 3 iunie, sute de persoane au protestat în locații din centrul Frankfurtului.  Pe 5 iunie, aproximativ 3.000 s-au prezentat în centrul orașului.
  - Göttingen: Aproximativ 1.750 de persoane s-au adunat la protest la 6 iunie într-un protest în mare măsură pașnic.
  - Jena: Aproximativ 400 de oameni au protestat în Jena pe 2 iunie. Au pornit pașnic prin oraș.
  - Munchen: Aproximativ 350 de persoane au protestat la Munchen în 31 mai.  Manifestanții au mers pașnic prin orașul interior și au trecut de consulatul SUA.  La 6 iunie, la Königsplatz s-au adunat aproximativ 25.000 de oameni.
  - Osnabrück: Aproximativ 2.000 de protestatari s-au adunat la castelul orașului pentru un protest tăcut în 6 iunie
- Grecia
  - Atena: 1 iunie: Aproximativ 300 de susținători ai arii de tineret a Partidului Comunist Grec au marșat și au demonstrat în afara Ambasadei SUA la Atena.  [ când? ] Pe 3 iunie, a avut loc o altă manifestație cu 3.000 de protestatari care au participat unde s-au adunat în Piața Syntagma și au mers spre Ambasada SUA în mod pașnic, în timp ce unii manifestanți aruncau cocktailuri Molotov către poliția antidisturbă în timpul marșului către Ambasada SUA.
  - Salonic: Un grup de protestatari a mers pașnic la consulatul SUA din centrul orașului pentru a demonstra solidaritate cu protestatarii și victimele rasismului și violenței polițienești din Statele Unite. Protestatarii au ars și un steag american în fața consulatului.  [ când? ]
- Islanda:
  - Reykjavík: Între 3.500 și 5.000 de persoane au protestat în piața Austurvöllur în cea mai mare adunare din Islanda, deoarece adunările publice au fost interzise pentru prima dată din cauza pandemiei.  Protestatarii au observat și 8'46 ″ de tăcere.  Protestatarii au declarat că, deși brutalitatea poliției nu a fost o problemă în Islanda, rasismul a existat.  [ când? ]
- Irlanda:
  - Dublin: La 31 mai, aproximativ 100 de persoane au organizat o manifestație pașnică în afara Ambasadei SUA la Dublin.  La 1 iunie, mii de participanți s-au adunat din nou la Dublin pentru a continua protestele.
- Italia:
  - Milano: Oamenii au protestat pașnic în afara consulatului SUA.  [ când? ]
  - Roma: Aproximativ 50 de persoane au protestat pașnic în fața Ambasadei SUA.  [ când? ]
  - Verona: Sute de studenți au protestat pașnic în Piazza dei Signori.  [ când? ]
- Kosovo:
  - Pristina: Oamenii au protestat lângă Ambasada SUA, luând un genunchi și ridicând pumnii.
- Lituania:
  - Vilnius: În jur de 1000 de oameni au mers de pe piața Catedralei către ambasada SUA pe 5 iunie.

Protest la Amsterdam
Protest la Amsterdam
- Olanda: Articol principal: George Floyd protestează în Olanda
  - Oamenii din Olanda au protestat pentru a demonstra solidaritate cu americanii și pentru a demonstra împotriva problemelor cu poliția sau rasismul. Vigile și protestele de până la mii de participanți au luat parte la nivel național. Când a fost solicitat să comenteze protestele din Olanda, premierul Mark Rutte a spus că rasismul nu este doar american și că rasismul în Olanda este o „problemă sistemică”.
- Norvegia:
  - Bergen: O întâlnire formată din câteva sute de protestatari a avut loc în centrul orașului Bergen pe 5 iunie.
  - Kristiansand: Câteva sute de oameni s-au întâlnit în centrul orașului Kristiansand pentru a protesta împotriva brutalității poliției pe 5 iunie.
  - Oslo: Pe 5 iunie, cel puțin o mie de protestatari au pornit de la Ambasada SUA în Parlamentul Norvegiei, unde a avut loc și o adunare mai mare. În total, câteva mii de participanți din cel puțin trei proteste diferite au fost adunați cel mult. Directorul adjunct al Direcției norvegian pentru Sănătate și afaceri sociale a exprimat îngrijorarea cu privire la protestul din cauza riscului crescut de COVID-19infecție. Cu toate acestea, poliția a declarat în avans că atât ei, cât și populația, în general, pun libertatea de exprimare la o valoare ridicată și că, prin urmare, nu vor opri protestul. De asemenea, aceștia au declarat că nu trebuie să existe o „poliție de control al infecțiilor”, ci mai degrabă să mențină pacea și ordinea în rândul protestatarilor.
  - Tromsø: Deși protestul oficial din Tromsø a fost anulat din cauza riscului de infecție COVID-19, câteva sute de persoane au fost adunate în centrul orașului pe 5 iunie pentru a manifesta solidaritate față de victimele rasismului și brutalității poliției atât în SUA, Norvegia cât și în restul lumii deopotrivă.
- Polonia:
  - Poznań: Protestatarii s-au îmbrăcat în negru și au mers liniștit din Piața Libertății  [ pl ] către Agenția Consulară a SUA și apoi în Piața Adam Mickiewicz, unde unii protestatari s-au așezat pe teren, asumând aceeași poziție în care Floyd a murit.
  - Varșovia: Câteva sute de oameni  s-au adunat pe bulevardul Ujazdów în fața Ambasadei SUA pentru a protesta pașnic împotriva uciderii lui Floyd, a rasismului și a brutalității poliției.  [ când? ] Mulți s-au îmbrăcat în negru și au ales să îngenuncheze.  Un purtător de cuvânt al poliției Varsoviene a declarat că adunarea este legală și că a fost comunicată în prealabil.
- Portugalia:
  - Lisabona: pe 6 iunie, 5.000 de oameni s-au adunat în Alameda D. Afonso Henriques și au plecat spre Avenida Almirante Reis într-o manieră pașnică, răsunând cântări pentru a-și aminti de George Floyd, precum și de victimele locale ale rasismului și brutalității poliției, precum Cláudia Simões, încheind demonstrația în Terreiro do Paço. Acesta a fost organizat de Frente Unitária Antifascista (FUA) și Plataforma Antifascista Lisboa e Vale do Tejo (PALVT), adunând, de asemenea, sprijinul mai multor mișcări sociale, precum colective, inițiative anti-rasiste, antifasciste și studențești, precum SOS Racismo, Consciência Negra și Brigada Estudantil.
  - Porto: pe 6 iunie, 1.000 de persoane au protestat pașnic în Avenida dos Aliados împotriva uciderii lui George Floyd și a rasismului în Portugalia și Brazilia.
  - Coimbra: pe 6 iunie, sute de oameni s-au adunat la Praça da República pentru a protesta pașnic împotriva uciderii lui George Floyd și pentru mișcarea Black Lives Matter.
- Rusia:
  - Moscova: Două persoane au mers la Ambasada SUA pentru a protesta cu un banner care solicita dreptate pentru Floyd, au cerut încetarea fascismului și au insultat poliția. Cei doi au fost reținuți de poliție la scurt timp după ce au pus pancarta.
- Slovacia:
  - Bratislava: În jur de 100 de persoane s-au adunat la 1 iunie lângă Ambasada SUA din Piața Hviezdoslav, în semn de protest pașnic, purtând măști de față.
- Spania:
  - Barcelona: Peste 350 de oameni au protestat în afara consulatului general american la 1 iunie..
  - Salt: 500 de oameni au citit un manifest și au plecat spre Girona în apropiere la 1 iunie.
  - Zaragoza: Aproximativ 200 de persoane au fost demonstrate pe 2 iunie
  - Madrid: La 7 iunie, sute de demonstranți au înconjurat Ambasada Statelor Unite ale Americii, în semn de protest pentru moartea lui George Floyd.  Participarea a depășit numărul de 200 autorizate în prealabil de către Delegația Guvernului.  Manifestarea a fost organizată de Comunidad Negra, Africana și Afrodescendiente de España (CNAAE) și, de asemenea, a protestat împotriva deceselor de la granița de sud a Spaniei și a morții Mame Mbaye, un vânzător stradal care a murit la Madrid în 2018 după un raid al poliției.
- Suedia:
  - Stockholm: Mii de oameni s-au adunat la Sergels torg pentru a protesta împotriva rasismului în solidaritate cu Black Lives Matter din 3 iunie. Din cauza pandemiei coronavirusului, poliția a încercat să închidă evenimentul, dar nu a reușit.  Uneori s-a încălzit față de poliție, deoarece polițiștii foloseau gaze lacrimogene împotriva protestatarilor.La scurt timp după La scurt timp după 
  - Umeå: Peste 50 de persoane s-au manifestat în centrul orașului în 4 iunie.  Peste 300 de persoane s-au adunat pentru un al doilea protest la Broparken pe 6 iunie. Poliția a permis protestul să continue, dar a arestat doi contra-protestatari care au încercat să înceapă o luptă cu protestatarii.
  - Malmö: Mii de oameni s-au adunat la Ribersborg pentru a protesta împotriva rasismului, în solidaritate cu Black Lives Matter, pe 4 iunie, din cauza pandemiei coronavirusului, poliția a încercat să pună capăt evenimentului, dar nu a reușit.
- Elveția:
  - Basel: Aproximativ 5000 de oameni au protestat pașnic împotriva rasismului și a brutalității poliției.  Protestul nu a fost autorizat, dar poliția nu l-a oprit.  Au fost distribuite mii de măști.
  - Berna: Zeci de oameni au protestat în fața gării.
  - Geneva: O demonstrație de 30 de persoane la 31 mai a fost dezmembrată de poliție.
  - Neuchâtel: Aproximativ 500 de persoane au protestat în două grupuri separate pentru a se conforma reglementărilor care restricționează astfel de evenimente la 300 de participanți.
  - Zürich: La 1 iunie, a avut loc o demonstrație cu estimări cuprinse între câteva sute și 2000 de participanți.

- Regatul Unit:
  - Începând cu 28 mai, au apărut proteste în aproape toate orașele importante din Regatul Unit, în special Birmingham, Liverpool, Londra și Manchester. Multe proteste au fost organizate de mișcările Black Lives Matter și Stand Up to Racism. Pe lângă faptul că oferă solidaritate protestelor din Statele Unite, multe dintre protestele în curs de desfășurare din Regatul Unit intenționează să scoată în evidență problemele cu rasismul care se confruntă cu aplicarea legii în Regatul Unit și în viața de zi cu zi, precum și să evidențieze probleme mai largi non-rasiale de corupția și brutalitatea poliției, cum ar fi dezastrul Hillsborough. Secretarul de sănătate, Matt Hancocka îndemnat oamenii să nu participe la adunări mari, inclusiv la proteste, dacă au fost prezente peste șase persoane, deoarece numărul de decese din Marea Britanie de la COVID-19 a trecut de 40.000 să devină a doua cea mai mare din lume.

## America de Nord și Centrală
- Bermuda:
  - Hamilton: Zeci de oameni au stat, au îngenuncheat și au scandat într-o demonstrație pașnică de 2 ore la consulatul general al SUA pe 1 iunie împotriva uciderii lui Floyd, precum și a numirii Consulului general al Leandro Rizzuto Jr., un donator controversat pentru Trump campania electorală pe care Senatul american a refuzat deja să o aprobe pentru o numire în Barbados.

- Canada:
  - Canadienii au protestat pentru a demonstra solidaritate cu americanii și pentru a demonstra împotriva problemelor cu poliția sau rasismul din Canada. Vigile și protestele de până la mii de oameni au avut loc la nivel național.
- Jamaica:
  - Kingston: Un mic protest a avut loc în fața Ambasadei SUA pe 4 iunie. Protestatarii au denunțat atât uciderea lui George Floyd, cât și uciderea lui Susan Bogle, o femeie cu handicap de 44 de ani, care a fost ucisă de un soldat în August August, St Andrew.  Ambasadorul Donald Tapia a ieșit pentru a-și exprima solidaritatea cu protestatarii.
- Mexic:
  - Guadalajara: Sute de protestatari au marșat în centrul orașului Guadalajara, pe 4 iunie, pentru a protesta împotriva poliției din 5 mai care a bătut moartea lui Giovanni López, un zidar în vârstă de 30 de ani, care a fost arestat pentru că nu a purtat o mască de față în 4 mai, în Ixtlahuacán de los Membrillos, Jalisco.  26 de persoane au fost arestate după ce protestatarii din centrul Guadalajara au comis fapte de vandalism și au ars două vehicule ale poliției, precum și că ar fi dat foc unui ofițer de poliție. Fără a oferi nicio dovadă, guvernatorul de dreapta al statului, Enrique Alfaro Ramírez, l-a acuzat pe președintele Andrés Manuel López Obrador pentru agresiunea împotriva poliției. Poliția mexicană are o istorie lungă de brutalitate și abuz, în special împotriva popoarelor indigene.  Trei polițiști din Ixtlahuacán de los Membrillos au fost arestați pe 5 iunie pentru uciderea lui Giovanni López.
  - Mexico City: Mulțimi mari s-au adunat în Ciudad de México. Protestatarii au fluturat pancarte cu cuvintele "Nu există dreptate! Fără pace! ", "Nu pot respira" și "Viețile negre contează".  Câteva sute au participat la o vigilență pe 4 iunie. O manifestație în cartierul de lux Polanco, Ciudad de México, 5 iunie s-a transformat violent, în timp ce protestatarii au aruncat pietre și cocktailuri Molotov la clădirea Ambasadei Americane și au spart geamurile de-a lungul Paseo de la Reforma. Deci unsprezece persoane au fost rănite, inclusiv șase polițiști și o adolescentă care a fost lovită de un ofițer de poliție.

## Oceania
- Australia:
  - Pe 6 iunie, au fost organizate proteste mari în orașele din Australia. Acestea au demonstrat în solidaritate cu protestele urmate de uciderea lui George Floyd, dar au evidențiat și probleme legate de rasism în Australia, inclusiv morți și Aborigeni australieni în arest.

- Noua Zeelandă:
  - La Protestele pentru comemorarea lui George Floyd s-a declanșat un răspuns puternic în rândul neozeelandezilor, în special printre indigeni māori, care se confruntă cu discriminarea structurală în mod similar cu afro-americanii din Statele Unite.

## America de Sud
- Argentina:
  - Buenos Aires: Zeci de oameni au protestat în solidaritate cu americanii împotriva rasismului și brutalității poliției. Protestatarii au mers din zona din jurul Congresului către Obelisco și Camera de Comerț Americană.  Unii protestatari au purtat și măști de Floyd, Luciano Arruga sau Santiago Maldonado.  2 iunie: Sute de persoane au protestat în solidaritate cu manifestațiile din Statele Unite la Buenos Aires.
- Brazilia:
  - Curitiba: Mii de oameni au protestat împotriva rasismului în fața Universității Federale din Paraná.
  - Rio de Janeiro: Sute de oameni au protestat în piața din fața palatului guvernamental al statului Rio de Janeiro. Protestul a răspuns și la uciderea de către un adolescent negru, João Pedro Pinto, în vârstă de 14 ani, care a fost împușcat în spate în timpul unei operațiuni de poliție din São Gonçalo. Poliția a dispersat protestatarii cu gaze lacrimogene.